# كيم مين جو
كيم مين جو (هانغل: 김민주) المعروفة باسم مينجو، هي مغنية وممثلة كوريا جنوبية. ولدت في 5 فبراير 2001 في ميونغ دونغ، سول، كوريا الجنوبية. احتلت المركز الحادي عشر في برنامج البقاء على قيد الحياة لفرقة الفتيات "برودوكت 48 [الإنجليزية]" في قناة تلفزيونية إمنت، وظهرت لأول مرة مع فرقة «إيزوان» في 2018.

## فيلموغرافيا

### مسلسلات تلفزيونية
| عام  | عنوان          | الدور                 | ملاحظة   | المراجع |
| ---- | -------------- | --------------------- | -------- | ------- |
| 2018 | الغاوي العظيم  | تشوي سو-جي (المراهقة) | دور داعم |         |
| 2022 | الزواج المحظور | آهن جا ايون           | دور داعم | [ 5 ]   |

## روابط خارجية
- كيم مين جو على موقع IMDb (الإنجليزية)
- كيم مين جو على موقع ميوزك برينز (الإنجليزية)
- كيم مين جو على موقع قاعدة بيانات الفيلم (الإنجليزية)
- كيم مين جو على موقع ليتربوكسد (الإنجليزية)